# Осат

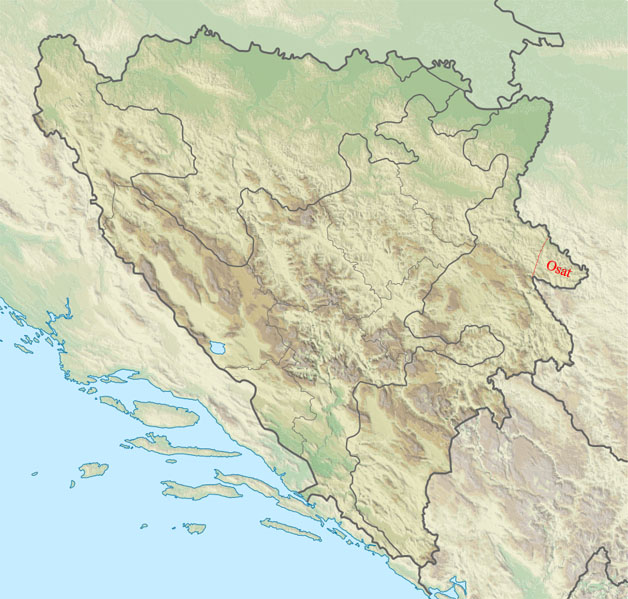
Осат на карте Боснии и Герцеговины

Осат (серб. Osat / Осат) — географический регион Боснии и Герцеговины, находящийся в центральном Подринье (по левому берегу Дрины) между городами Вишеград и Сребреница. Включает в себя части общин Братунац и Сребреница Республики Сербской, часть более широкого региона Бирач.
По данным переписи Василие Стефановича от 1860 года, в регионе Осат были деревни Блажиевичи, Болевичи, Божичи, Буяковичи, Црвица, Якетичи, Карина, Калиманичи, Костоломци, Крничи, Млечва, Мошичи, Осатица, Петрича, Постоле, Прибидол-Српски, Прибидол-Турски, Радошевичи, Ратковичи, Станатовичи, Тегаре, Топлица, Вранешевичи, Вуцаре, Жабоквица-Српска, Жабоквица-Турска, Жлиебац.

## История
В средневековье Осат был известен как жупания в составе Сербской деспотовины (1402—1459). В 1459 году Осат был покорён Османской империей и вошёл в состав Зворникского санджака.
В 1804—1813 годах во время Первого сербского восстания войска Кара-Марко Васича из Црвицы освободили на некоторое время Осат. В начале восстания митрополит Хаджи-Мелентий Стеванович встретился с Васичем, а после боёв на Дрине 1804 года Васич обратился за помощью к Карагеоргию с просьбой выделить войска, чтобы освободить Осат. Был свергнут Лазарь Мутап, и регион оказался под контролем восставших. В 1808 году османцы отвоевали Осат, заставив повстанцев сдаться в 1813 году и уйти из региона. В межвоенные годы здесь проживало смешанное население из православных и мусульман: православные мужчины работали строителями в Боснии и Сербии. Они отличались от соседей благодаря своим особым народным костюмам и некоторым обычаям.